# 괴산 나들목
괴산 나들목(Goesan IC)은 충청북도 괴산군 장연면 광진리와 방곡리에 걸쳐 있는 중부내륙고속도로의 21번 교차로이다.
나들목의 명칭과는 달리 실제 괴산읍내와는 직선거리로 약 13km가량 떨어져 있을 정도로 매우 멀리 있으며, 연결되는 국도 제19호선 또한 왕복 2차로의 열악한 환경에 놓여 있다. 괴산읍보다는 충주시 남부로 주로 통한다. 여주 방면으로 가다가 괴산읍내로 접근하고자 할 경우에는 연풍 나들목에서 왕복 4차로의 개량된 국도 제34호선을 통해 오는 것이 더 빠르다. 인근에 수안보온천, 중앙경찰학교가 있다.

## 연혁
- 2004년 7월 15일 : 중부내륙고속도로 괴산 ~ 충주 구간 개통에 따라 영업 개시[1]

## 구조물 정보
- 위치: 충청북도 괴산군 장연면 광진리, 방곡리
- 영업소: 충청북도 괴산군 장연면 중부내륙고속도로 209

## 접속하는 도로
- 국도 제19호선 (충민로)
- 간접 연결 : 지방도 제508호선 (미선로, 충민로, 방곡 교차로 이용)

## 교통량 정보
| 요금소        | 통행량 (대/일) | 통행량 (대/일) | 통행량 (대/일) | 통행량 (대/일) | 통행량 (대/일) | 통행량 (대/일) | 통행량 (대/일) | 통행량 (대/일) | 통행량 (대/일) | 통행량 (대/일) | 각주  |
| 요금소        | 2001년         | 2002년         | 2003년         | 2004년         | 2005년         | 2006년         | 2007년         | 2008년         | 2009년         | 2010년         | 각주  |
| ------------- | -------------- | -------------- | -------------- | -------------- | -------------- | -------------- | -------------- | -------------- | -------------- | -------------- | ----- |
| 괴산 (폐쇄식) | 미개통         | 미개통         | 미개통         | 2,161          | 927            | 922            | 977            | 928            | 889            | 1,072          | [ 2 ] |
| 요금소        | 2011년         | 2012년         | 2013년         | 2014년         | 2015년         | 2016년         | 2017년         | 2018년         | 2019년         |                | [ 2 ] |
| 괴산 (폐쇄식) | 1,179          | 1,234          | 1,370          | 1,442          | 1,439          | 1,434          | 1,421          | 1,463          | 1,379          |                | [ 2 ] |